# 日正当中 (电影)
《日正當中》（英語：High Noon）是一部1952年的美國黑白西部片，由賈利·古柏、所主演，被認為是美國影史上最重要的電影之一，国家影片登记部于1989年将本片收入首批典藏保护的25部美国电影之一。此片获得1952年奧斯卡金像獎4項奖，以往西部片一向很少得到奧斯卡提名或獎項。改編自約翰·康寧漢連載於廉價紙漿雜誌的短篇小說《警徽》（The Tin Star）。时代背景为当时美國麥卡錫反共，造成黑名單的流弊，編導以此片慨嘆美國人民當時缺乏正義感。男主角賈利·古柏是著名的保守主義支持者。

## 剧情简介
惡名昭彰的凶徒假釋出獄，三名夥伴先到他五年前被捕獲的小鎮等待接風。適逢小鎮警長當日結婚並準備離職遠赴他鄉，新任警長次人履新。婚禮剛結束即聽聞此消息。雖眾人力勸警長開始新生活，他還是基於責任感回到小鎮坐鎮。出身貴格會，主張和平主義的新婚妻子動之以情亦不成，決心孤身一人離去。而小鎮治安官連同治安團隊的其他人員全都逃的逃躲的躲，反勸他莫攬事上身。小鎮居民與警長的舊日恩怨亦一一浮上枱面。
富戶變賣家產意圖遠颺，生意人樂見回復過往無法無天的日子從中取利，有名無實的警長夫人逐漸瞭解真相。
警長試圖在教堂中糾集人手。但因他已不再是受任命的警長，鎮民們將即將來臨的正邪之戰歸諸於惡徒與逮他的警長間的個人恩怨，以及竟然假釋這種人的政客。警長向前輩請益，但連前輩也叫他快走，世上沒有值得為之獻身的事業。唯一肯幫警長的人認為以二敵四是自殺行為，也不再與警長共生死。
警長夫人誤認警長是為了舊情人而留下。但舊情人其實打算搭同一班火車離開。兩個女人在等待火車的期間不斷言語交鋒。志願幫助警長的人僅有早已傷殘的前副警長，和不知天高地厚的未成年。日正當中，警長走在小鎮大街上，竟無一人站在他這邊。
火車到來。兩位女士登車，凶徒下車報仇。警長率先擊斃一人。車上的夫人聽聞槍聲，急忙下車奔入空無一人的警長辦公室，找到丈夫留給她的信。警長又打中一人，但自己也受傷，被剩下的兩人圍困。其中一人不知何故竟遭格斃，原來是警長夫人背後偷襲。為首的惡徒一把抓住夫人作為人質，威逼警長現身。
警長夫人趁凶徒因見到警長而分心的剎那掙扎逃開。警長趁其重心不穩之際一槍擊斃。鎮民見惡徒盡皆伏法，紛紛出門上街為警長慶賀。警長卻將自己的警徽丟到地上，再次與新婚夫人駕車揚長而去。

## 奖项
本片获第25届奥斯卡最佳男主角、剪辑、原创配乐（正剧/喜剧类）、原创歌曲4项大奖，另有最佳影片、导演、编剧3项提名

## 荣誉
历年美国电影学会（AFI）百大榜单排名：
- 1998年：AFI百年百大電影-33位[3]
- 2001年：AFI百年百大驚悚電影-20位[4]
- 2003年：AFI百年百大英雄與反派-英雄第五位[5]
- 2004年：AFI百年百大电影歌曲-Do Not Forsake Me, Oh My Darlin 25位[6]
- 2005年；AFI百年百大电影配乐-10位[7]
- 2006年：AFI百年百大勵志電影-27位[8]
- 2008年：AFI百年各類型電影十大佳片-西部片第二位[9]

## 其他
- 編劇卡爾·佛曼（英语：Carl Foreman）後來担任编剧的《桂河大橋》及《六壯士》皆好评如潮；此片為早年熱身之作。
- 演警長新婚妻子的女主角葛莉絲·凱莉，此片為其成名作。
- 演警長的男主角賈利·古柏因此片二度榮登最佳男主角獎。
- 全片長85分，與影片歹徒約定85分到鎮大戰時間一致，為電影少有拍法。

## 外部連結
- Ann Hornaday, "The 34 best political movies ever made" The Washington Post Jan. 23, 2020) Archive.today的存檔，存档日期2022-01-14, ranked #27
- The Ballad of High Noon & The Rise of the Movie Theme Song (Senses of Cinema) （页面存档备份，存于）
- McCarthyism and the Movies （页面存档备份，存于）
- 互联网电影数据库（IMDb）上《日正当中》的资料（英文）
- 豆瓣电影上《日正当中》的資料 （简体中文）
- TCM电影资料库上《日正当中》的资料（英文）
- AllMovie上《日正当中》的资料（英文）
- 爛番茄上《日正当中》的資料（英文）